# Kavalūr
Kavalūr är en ort i Indien.   Den ligger i distriktet Koppal och delstaten Karnataka, i den södra delen av landet, 1 500 km söder om huvudstaden New Delhi. Kavalūr ligger 548 meter över havet och antalet invånare är 1 010.
Terrängen runt Kavalūr är platt. Runt Kavalūr är det tätbefolkat, med 286 invånare per kvadratkilometer. Närmaste större samhälle är Mundargi, 11,1 km sydväst om Kavalūr. Trakten runt Kavalūr består till största delen av jordbruksmark.